# Mario Kraljevič
Marijan »Mario« Kraljević, slovenski košarkar, * 30. april 1970, Pforzheim, Zahodna Nemčija. 
Kraljevič je člansko kariero začel v klubu Union Olimpija, za katerega je igral deset sezon med letoma 1989 in 1996 ter 1996 in 1999.V sezoni 1993/94 je s klubom tudi osvojil Pokal Saporta. Krajši čas igral tudi za  Interier Krško in  Atlantic City Seagulls. V sezoni 1999/00 za Türk Telekom Ankara, v sezoni 2000/01 za San Pietroburgo Lions, med letoma 2000 in 2002 ter krajši čas leta 2003 za MBK Pezinok, v sezoni 2002/03 tudi za Lokomotiv Vody. Ob koncu kariere se je vrnil v Slovenijo, kjer je v sezoni 2003/2004 ter začetku sezone 2004/05 igral za KK Slovan, 27. oktobra 2004 pa je končal kariero zaradi poškodbe kolena.
Za slovensko reprezentanco nastopil na petih evropskih prvenstvih, v letih 1993, 1995, 1999, 2001 in 2003, kjer je bil kapetan. Skupno je za reprezentanco odigral rekordih 73 tekem, na katerih je dosegel 219 točk.
Leta 2008 je postal direktor slovenske reprezentance istočasno z imenovanjem Jureta Zdovca za selektorja, skupaj z Zdovcem je tudi odstopil po Evropskem prvenstvu 2009.,  